# Lonesome Town
Lonesome Town est une chanson écrite par  Baker Knight et interprétée par Ricky Nelson en 1958.

## Reprises et adaptations

### Reprises
The Ventures l'ont incluse sur leur album homonyme en 1961 et une nouvelle version a été enregistrée pour leur album Hollywood Metal Dinamic Sounds 3000 sorti en 1975 en format cassette[réf. nécessaire].
En 1962, The Jordanaires l'ont aussi reprise sur leur album Spotlight On The Jordanaires.
L'année suivante, Johnny Crawford l'a aussi publié sur un 45 tours, couplée à la chanson Proud et incluse dans son album Rumors.
En 1965, Stan Meredith and The Shadows l'ont publié sur leur unique 45 tours, en face B de la chanson Don't Speak To Strangers.
Françoise Hardy la reprend sur son album En anglais paru en 1968 et l'année suivante sur son disque compilation Voilà paru en Allemagne.
Ronnie Hawkins l'inclus sur son album The Giant of Rock 'n' Roll accompagné sur cette piste par les Jordanaires.
The Cramps l'ont inclus sur leur extended play Gravest Hits en 1978.
Elle fait partie de la bande originale du film Pulp Fiction (1994).
On peut l'entendre sur l'album Run Devil Run de Paul McCartney, sorti en 1999.

### Adaptations en français
Une version française, intitulée La Rue des cœurs perdus, a été écrite par Pierre Delanoë et enregistrée en 1959 par Richard Anthony. 
Françoise Hardy l'a reprise en 1968 sur l'album Comment te dire adieu ?. Elle a également reprise la version originale sur l'album En anglais sorti plus tôt cette même année. 
En 1996, le parolier Jean Fauque l'adapte à son tour en français sous le titre La Ville des âmes en peine pour Johnny Hallyday et paraît sur l'album Destination Vegas,. Elle est sortie en single couplée à Comme un fou, cette version a atteint la 33e position du palmarès français.